# Knowsley (Merseyside)
Pour les articles homonymes, voir Knowsley.
Knowsley est une paroisse civile et un village du Merseyside, en Angleterre.